# Eduardo Sacheri
 (mai 2024).
La mise en forme du texte ne suit pas les recommandations de Wikipédia : il faut le « wikifier ».
Les points d'amélioration suivants sont les cas les plus fréquents. Le détail des points à revoir est peut-être précisé sur la page de discussion.
- Les titres sont pré-formatés par le logiciel. Ils ne sont ni en capitales, ni en gras.
- Le texte ne doit pas être écrit en capitales (les noms de famille non plus), ni en gras, ni en italique, ni en « petit »…
- Le gras n'est utilisé que pour surligner le titre de l'article dans l'introduction, une seule fois.
- L'italique est rarement utilisé : mots en langue étrangère, titres d'œuvres, noms de bateaux, etc.
- Les citations ne sont pas en italique mais en corps de texte normal. Elles sont entourées par des guillemets français : « et ».
- Les listes à puces sont à éviter, des paragraphes rédigés étant largement préférés. Les tableaux sont à réserver à la présentation de données structurées (résultats, etc.).
- Les appels de note de bas de page (petits chiffres en exposant, introduits par l'outil «  Source ») sont à placer entre la fin de phrase et le point final[comme ça].
- Les liens internes (vers d'autres articles de Wikipédia) sont à choisir avec parcimonie. Créez des liens vers des articles approfondissant le sujet. Les termes génériques sans rapport avec le sujet sont à éviter, ainsi que les répétitions de liens vers un même terme.
- Les liens externes sont à placer uniquement dans une section « Liens externes », à la fin de l'article. Ces liens sont à choisir avec parcimonie suivant les règles définies. Si un lien sert de source à l'article, son insertion dans le texte est à faire par les notes de bas de page.
- La présentation des références doit suivre les conventions bibliographiques. Il est recommandé d'utiliser les modèles {{Ouvrage}}, {{Chapitre}}, {{Article}}, {{Lien web}} et/ou {{Bibliographie}}. Le mode d'édition visuel peut mettre en forme automatiquement les références.
- Insérer une infobox (cadre d'informations à droite) n'est pas obligatoire pour parachever la mise en page.

Pour une aide détaillée, merci de consulter Aide:Wikification.
Si vous pensez que ces points ont été résolus, vous pouvez retirer ce bandeau et améliorer la mise en forme d'un autre article.
 (mai 2024).
Eduardo Alfredo Sacheri, né le 13 décembre 1967 à Castelar dans la province de Buenos Aires, est un écrivain argentin.

## Biographie
Diplômé d'histoire de l'Université nationale de Luján, il est professeur d'histoire. Auteur de contes, de romans et de nouvelles, il est également scénariste. Grand amateur de football, le thème est présent dans plusieurs de ses écrits.

## Œuvre

### Romans
- La pregunta de sus ojos, 2005
  - Dans ses yeux, trad.Isabelle Gugnon, Paris, Denoël, 2010, coll. Et D'ailleurs, 352 p.  (ISBN 9782207261729)
- Aráoz y la verdad, 2008
- Papeles en el viento, 2011
  - Petits papiers au gré du vent, trad. Vanessa Capieu, Paris, Ed. Héloïse d'Ormesson, 2014, 539 p. (ISBN 9782350872742)
- Ser feliz era esto, 2014
  - Le bonheur c'était ça, trad. Vanessa Capieu, Paris, Ed. Héloïse d'Ormesson, 2017, 438 p.  (ISBN 9782350873923)
- La noche de la Usina, 2016
  - La nuit de l'usine, trad. Nicolas Véron, Paris, Ed. Héloïse d'Ormesson, 2018, 210 p.  (ISBN 9782350874524). Prix Alfaguara
- Lo mucho que te amé, 2019
- El funcionamiento general del mundo, 2021
- Nosotros dos en la tormenta, 2023

## Adaptations au cinéma
- 2009 : Dans ses yeux (El secreto de sus ojos), film argentin réalisé par Juan José Campanella, scénario de Juan José Campanella et Eduardo Sacheri. Adaptation  du roman homonyme Dans ses yeux (2005). Le film reçoit l'Oscar du meilleur film étranger en 2010.

- 2015 : Aux yeux de tous (film, 2015) (Secret in Their Eyes), adaptation américaine réalisée par Billy Ray. Adaptation du roman Dans ses yeux (2005).

- 2019 : Heroic Losers (La odisea de los giles), comédie argentine réalisée par Sebastián Borensztein, adaptation de La nuit de l'usine (2016).